# Wolfgang Dorasil
Wolfgang Robert Karl Adolf Ludwig Ferdinand Maria Dorasil (Opava, 1903. március 7. – Berlin, 1964. március 21.) Európa-bajnok német nemzetiségű csehszlovák jégkorongozó, olimpikon.
Az 1928. évi téli olimpiai játékokra visszatért a jégkorongtornára. A csehszlovákok a B csoportba kerültek. Az első mérkőzésen a svédektől kikaptak 3–0-ra, majd a lengyeleket verték 3–2-ra. A csoportban a másodikok lettek és nem jutottak tovább. Összesítésben a 8. helyen végeztek.
Az 1929-es jégkorong-Európa-bajnokságon aranyérmes lett. 1931-ben Európa-bajnoki bronzérmes, 1933-ban világbajnoki bronzérmes és Európa-bajnok, 1934-ben Európa-bajnoki bronzérmes volt.
Dorasil fasiszta és náci párttag volt. Csehszlovákiából a második világháború után kiutasították és Berlinben telepedett le, ám utolsó kívánsága szerint Opavában temették el.